# Kindererholungsheim Oberrochwitz

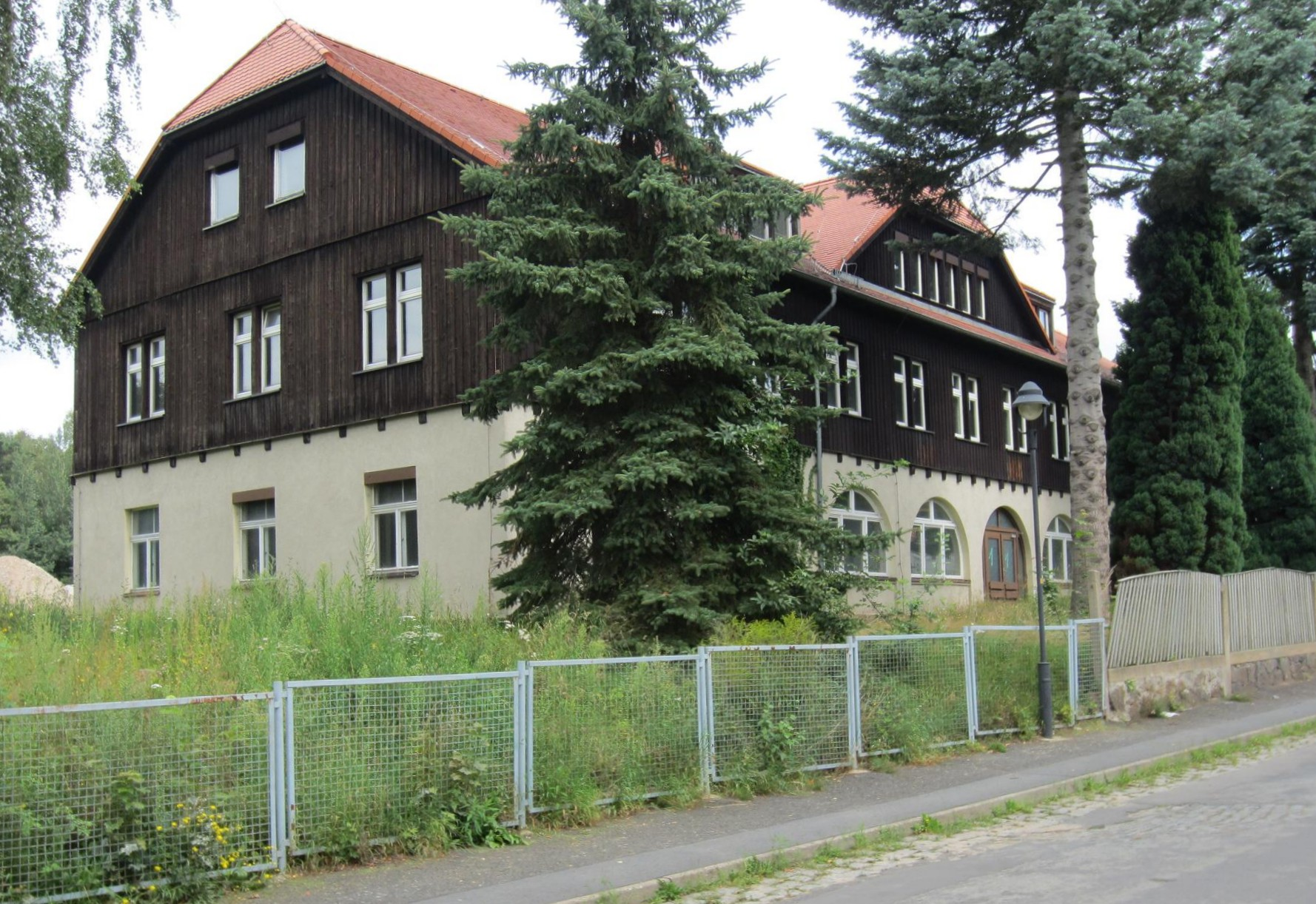
Ehemaliges Kindererholungsheim Oberrochwitz

Das Kindererholungsheim Oberrochwitz war ein jüdisches Erholungsheim für Kinder und Jugendliche im Dresdner Stadtteil Rochwitz. Das heute als Wohnhaus genutzte Gebäude ist als Kulturdenkmal in der Denkmalliste der Stadt Dresden verzeichnet.

## Geschichte

### Bau und Nutzung bis 1933
Anfang des 20. Jahrhunderts begann der Dresdner Unternehmer Julius Guttentag mit der Organisation von Erholungsaufenthalten für Kinder und Jugendliche. Zunächst fanden diese Ferienaufenthalte in gemieteten Objekten in Klotzsche, Ullersdorf und Loschwitz statt. Nach Bereitstellung erheblicher finanzieller Mittel erwarben die Israelitische Religionsgemeinschaft Dresden und die Marie-Ascher-Stiftung 1907 ein Grundstück an der heutigen Karpatenstraße in Rochwitz. Träger des Heimes war die jüdische Fraternitas-Loge, eine zum 1843 gegründeten international agierenden Ordensverband B’nai B’rith gehörende Vereinigung jüdischer Männer, die sich für die Pflege und Förderung des humanitären Menschheitsgedankens des Judentums und für die Unterstützung von Armen und Bedürftigen einsetzte. Ebenfalls aus dem B’nai-B’rith-Orden hervorgegangen ist das Kinder-Erholungsheim der Zion-Loge U.O.B.B. auf Norderney.
Nach Plänen des Architekten Johannes Lehnert entstand ein zweigeschossiges Gebäude mit ausgebautem Dachgeschoss. Die Fassade erhielt eine Holzverkleidung. Im Erdgeschoss hatte das Heim zwei Speiseräume, getrennt für Jungen und Mädchen, sowie eine Küche. Im Obergeschoss waren die Schlafsäle für Kinder und Betreuer untergebracht. Am 4. Juli 1909 erfolgte die feierliche Eröffnung. Wenige Tage später besuchte der sächsische König Friedrich August III. das Haus. Kurz darauf wurde der Präsident der Fraternitas-Loge zu einem offiziellen Essen ins Schloss eingeladen, was als deutliche Aufwertung der jüdischen Loge im öffentlichen Leben betrachtet wurde.
Bis zur Machtübernahme der Nationalsozialisten konnten bis zu 100 Kinder ihre Sommerferien im Rochwitzer Erholungsheim verbringen. Dank finanzieller Unterstützung durch die Fraternitas-Loge und die Marie-Ascher-Stiftung war der Aufenthalt kostenlos. Lediglich die Verpflegungskosten mussten von den Eltern übernommen werden, wobei für ärmere Familien eine Befreiung möglich war. Neben jüdischen Kindern durften auch Kinder aus christlichen Familien die Einrichtung nutzen. Außerhalb der Sommerferien konnten ältere Menschen sowie Genesende sich im Heim erholen. Im Jahr 1924 erfolgte ein Ausbau des Dachgeschosses für zusätzliche Personalschlafzimmer. Der Weltpräsident des in Cincinnati ansässigen Ordens besuchte 1927 das Rochwitzer Ferienheim.

### Enteignung durch die Nationalsozialisten
Nach dem Machtantritt Hitlers kam es zu gravierenden Veränderungen für das jüdische Heim. Um den zunehmenden Repressionen zu begegnen, fanden ab Dezember 1933 Lehrgänge für auswanderungswillige Juden statt, in denen neben Sprachkursen auch hauswirtschaftliche und gärtnerische Fähigkeiten vermittelt wurden, um einen Neubeginn im Exil zu erleichtern. Für die Unterbringung der Teilnehmer wurden die Schlafsäle im Obergeschoss in Einzelzimmer umgebaut. Für Kinder stand das Erholungsheim nun nur noch in den Wintermonaten zur Verfügung.
Auf Grundlage des Gesetzes über die Einziehung volks- und staatsfeindlichen Vermögens vom 14. Juli 1933 erließ der sächsische Reichsstatthalter Martin Mutschmann am 7. Januar 1938 eine Verordnung über die Enteignung des Grundstücks. Das Kindererholungsheim Rochwitz wurde beschlagnahmt und an das Land Sachsen übertragen. Bereits ein Jahr zuvor war die Fraternitas-Loge verboten worden. Neuer Nutzer war ab 1940 die NS-Frauenschaft, die hier ein Schulungsheim einrichtete.

### Nutzung nach 1945
Nach Kriegsende wurde das ehemalige Kindererholungsheim 1945 zunächst unter treuhänderische Verwaltung gestellt und als Wohnhaus genutzt. Drei Jahre später erhielt die jüdische Gemeinde ihr Eigentum zurück, verkaufte es jedoch 1949 an die Sächsische Landeskreditbank. Nachdem das Vorhaben, im Gebäude eine Betriebsparteischule bzw. erneut ein Kinderheim einzurichten, aufgegeben worden war, übernahm die Technische Hochschule Dresden das Haus und nutzte es bis ca. 1965 als Studentenwohnheim. Danach ging es in den Besitz des volkseigenen Landmaschinenkombinates Fortschritt mit Sitz in Neustadt in Sachsen über, welches hier ein Projektierungsbüro für industrielle Agroanlagen einrichtete. Der volkseigene Betrieb wurde 1990 in eine GmbH umgewandelt und ging 2000 in Insolvenz. Im Jahr 2009 wurde das Grundstück verkauft. Heute dient das historische Gebäude als Wohnhaus.